# Venezuela en los Juegos Olímpicos de Montreal 1976
Venezuela estuvo representada en los Juegos Olímpicos de Montreal 1976 por un total de 32 deportistas, 23 hombres y 9 mujeres, que compitieron en 6 deportes.
El portador de la bandera en la ceremonia de apertura fue el yudoca Manuel Luna.

## Medallistas
El equipo olímpico venezolano obtuvo las siguientes medallas:
| Medalla          | Atleta        | Deporte | Evento   | Fecha               |
| ---------------- | ------------- | ------- | -------- | ------------------- |
| Medalla de plata | Pedro Gamarro | Boxeo   | –67 kg M | 31 de julio de 1976 |

## Diplomas olímpicos
| Puesto | Nombre          | Deporte | Evento            |
| ------ | --------------- | ------- | ----------------- |
| 5      | Armando Guevara | Boxeo   | Peso minimosca    |
| 6      | Alfredo Pérez   | Boxeo   | Peso mosca        |
| 8      | Alfredo Lemus   | Boxeo   | Peso medio ligero |

## Deportes

### Atletismo

#### Eventos de Pista
Femenino
| Atletas        | Evento            | Eliminatoria | Eliminatoria | Cuarto de final | Cuarto de final | Semifinal | Semifinal | Final     | Final     |
| -------------- | ----------------- | ------------ | ------------ | --------------- | --------------- | --------- | --------- | --------- | --------- |
| Atletas        | Evento            | Tiempo       | Lugar        | Tiempo          | Lugar           | Tiempo    | Lugar     | Tiempo    | Lugar     |
| Lucía Vaamonde | 100 metros vallas | 19.17        | 6 H4         | No avanzó       | No avanzó       | No avanzó | No avanzó | No avanzó | No avanzó |

### Boxeo
Masculino
| Atleta               | Evento             | 1.ª Ronda              | Dieciséisavos de final  | Octavos de final         | Cuartos de final         | Semifinales             | Final                  | Final            |
| Atleta               | Evento             | Oponente Resultado     | Oponente Resultado      | Oponente Resultado       | Oponente Resultado       | Oponente Resultado      | Oponente Resultado     | Puesto           |
| -------------------- | ------------------ | ---------------------- | ----------------------- | ------------------------ | ------------------------ | ----------------------- | ---------------------- | ---------------- |
| Armando Guevara      | Peso minimosca     | —                      | E Baltar (PHI) V 5-0    | D Geilich (GDR) V 5-0    | Li Byong-Uk (PRK) P 2-3  | No avanzó               | No avanzó              | 5                |
| Alfredo Pérez        | Peso mosca         | E Ríos (MEX) V 5-0     | S El-Ashry (EGY) V W/O  | G Kostadinov (BUL) V 5-0 | L Błażyński (POL) P 2-3  | No avanzó               | No avanzó              | 8                |
| Jovito Rengifo       | Peso gallo         | B Muwanga (UGA) V 5-0  | O Martínez (CUB) P 0-5  | No avanzó                | No avanzó                | No avanzó               | No avanzó              | No avanzó        |
| Angel Pacheco        | Peso pluma         | S Calderón (COL) V 5-0 | C Calderón (PUR) V 5-0  | A Herrera (CUB) P 0-5    | No avanzó                | No avanzó               | No avanzó              | No avanzó        |
| Nelson Calzadilla    | Peso ligero        | —                      | E González (NIC) V 5-0  | S Cuţov (ROU) P 5-0      | No avanzó                | No avanzó               | No avanzó              | No avanzó        |
| Jesús Navas          | Peso wélter junior | J Okoth (UGA) V W/O    | U Beyer (GDR) P 0-5     | No avanzó                | No avanzó                | No avanzó               | No avanzó              | No avanzó        |
| Pedro Gamarro        | Peso wélter        | —                      | M Beneš (YUG) V 5-0     | E Correa (CUB) V RSC-3   | C Jackson (USA) V 3-2    | R Skricek (FRG) V RSC-3 | J Bachfeld (GDR) P 2-3 | Medalla de plata |
| Alfredo Lemus        | Peso medio ligero  | —                      | M Dawuda (GHA) V W/O    | R Davies (GBR) V 4-1     | V Savchenko (URS) P KO-2 | No avanzó               | No avanzó              | 6                |
| Fulgencio Obelmejías | Peso mediano       | —                      | L Martínez (CUB) P 5-0  | No avanzó                | No avanzó                | No avanzó               | No avanzó              | No avanzó        |
| Ernesto Sánchez      | Peso semipesado    | —                      | G Stoymenov (BUL) P 5-0 | No avanzó                | No avanzó                | No avanzó               | No avanzó              | No avanzó        |

### Ciclismo

#### Ciclismo de Ruta
Masculino
| Atleta                                                    | Evento                                         | Tiempo           | Lugar |
| --------------------------------------------------------- | ---------------------------------------------- | ---------------- | ----- |
| Justo Galaviz                                             | Ruta individual (175 km) masculino             | No finalizó      | -     |
| José Ollarves                                             | Ruta individual (175 km) masculino             | 5:07:09 (+20:17) | 58    |
| Ramón Noriega                                             | Ruta individual (175 km) masculino             | 5:03:13 (+16:21) | 53    |
| Nicolás Reidtler                                          | Ruta individual (175 km) masculino             | No finalizó      | -     |
| Justo Galaviz José Ollarves Jesús Escalona Serafino Silva | 100 km ruta contrarreloj por equipos masculino | 2:23:37 (+14:44) | 21    |

### Judo
| Atleta       | Evento           | Ronda de 32               | Ronda de 16                 | Cuartos de final   | Semifinal          | Repechaje          | Final / MB         | Final / MB |
| Atleta       | Evento           | Oponente Resultado        | Oponente Resultado          | Oponente Resultado | Oponente Resultado | Oponente Resultado | Oponente Resultado | Posición   |
| ------------ | ---------------- | ------------------------- | --------------------------- | ------------------ | ------------------ | ------------------ | ------------------ | ---------- |
| Manuel Luna  | −63 kg masculino | Marian Standowicz (POL) P | No avanzó                   | No avanzó          | No avanzó          | —                  | —                  | 18         |
| Walter Huber | −80 kg masculino | Fritz Kaiser (LIE) V      | José Luis de Frutos (ESP) P | No avanzó          | No avanzó          | —                  | —                  | 13         |

### Natación
Masculino
| Atleta                                                   | Evento                     | Preliminares | Preliminares | Semifinal | Semifinal | Final     | Final     |
| Atleta                                                   | Evento                     | Tiempo       | Posición     | Tiempo    | Posición  | Tiempo    | Posición  |
| -------------------------------------------------------- | -------------------------- | ------------ | ------------ | --------- | --------- | --------- | --------- |
| Ramón Volcán                                             | 100 metros estilo libre    | 53.53        | 5 H2         | No avanzó | No avanzó | No avanzó | No avanzó |
| Ramón Volcán                                             | 100 metros estilo espalda  | 1:01,20      | 5 H4         | No avanzó | No avanzó | No avanzó | No avanzó |
| Luis Goicoechea                                          | 200 metros estilo libre    | 1:59,68      | 6 H1         | No avanzó | No avanzó | No avanzó | No avanzó |
| Luis Goicoechea                                          | 100 metros estilo mariposa | 57,92        | 6 H5         | —         | —         | No avanzó | No avanzó |
| Glen Sochasky                                            | 100 metros estilo espalda  | 1:09,93      | 7 H5         | No avanzó | No avanzó | No avanzó | No avanzó |
| Hugo Cuenca                                              | 200 metros estilo mariposa | 2:11,06      | 6 H1         | No avanzó | No avanzó | No avanzó | No avanzó |
| Ramón Volcán Glen Sochasky Luis Goicoechea Andrés Arraez | Relevo 4 x 100 m combinado | 4:05,07      | 7 H2         | —         | —         | No avanzó | No avanzó |
| Ramón Volcán Andrés Arraez Glen Sochasky Luis Goicoechea | Relevo 4x200 m libre       | 8:08,38      | 6 H3         | —         | —         | No avanzó | No avanzó |

Femenino
| Atleta                                                 | Evento                     | Preliminares | Preliminares | Semifinal | Semifinal | Final     | Final     |
| Atleta                                                 | Evento                     | Tiempo       | Posición     | Tiempo    | Posición  | Tiempo    | Posición  |
| ------------------------------------------------------ | -------------------------- | ------------ | ------------ | --------- | --------- | --------- | --------- |
| Ivis Poleo                                             | 100 metros estilo libre    | 1:03,07      | 5 H3         | No avanzó | No avanzó | No avanzó | No avanzó |
| Marianela Huen                                         | 100 metros estilo libre    | 1:02,51      | 6 H4         | No avanzó | No avanzó | No avanzó | No avanzó |
| Marianela Huen                                         | 100 metros estilo mariposa | 1:07,17      | 6 H5         | No avanzó | No avanzó | No avanzó | No avanzó |
| María Hung                                             | 100 metros estilo mariposa | 1:07,37      | 5 H4         | No avanzó | No avanzó | No avanzó | No avanzó |
| María Hung                                             | 200 metros estilo mariposa | 2:23,64      | 6 H4         | —         | —         | No avanzó | No avanzó |
| Vania Vázquez                                          | 200 metros estilo libre    | 2:13,54      | 6 H5         | —         | —         | No avanzó | No avanzó |
| María Pérez                                            | 200 metros estilo libre    | 2:13,97      | 7 H6         | —         | —         | No avanzó | No avanzó |
| María Pérez                                            | 400 metros estilo libre    | 4:38,93      | 5 H1         | —         | —         | No avanzó | No avanzó |
| Paola Ruggeri                                          | 100 metros estilo espalda  | 1:11,14      | 6 H1         | No avanzó | No avanzó | No avanzó | No avanzó |
| Paola Ruggeri                                          | 200 metros estilo espalda  | 2:34,89      | 8 H3         | —         | —         | No avanzó | No avanzó |
| Dacyl Pérez                                            | 100 metros estilo pecho    | 1:21,39      | 7 H4         | No avanzó | No avanzó | No avanzó | No avanzó |
| Dacyl Pérez                                            | 200 metros estilo pecho    | 2:56,76      | 7 H1         | —         | —         | No avanzó | No avanzó |
| Vania Vázquez Ivis Poleo Marianela Huen María Pérez    | Relevo 4 x 100 m libre     | 4:12,81      | 7 H1         | —         | —         | No avanzó | No avanzó |
| Paola Ruggeri Dacyl Pérez Marianela Huen Vania Vázquez | Relevo 4 x 100 m combinado | 8:08,38      | 6 H2         | —         | —         | No avanzó | No avanzó |

### Saltos
Trampolín
| Atleta       | Evento           | Preliminares | Preliminares | Semifinales | Semifinales | Final     | Final     |
| Atleta       | Evento           | Puntos       | Lugar        | Puntos      | Lugar       | Puntos    | Lugar     |
| ------------ | ---------------- | ------------ | ------------ | ----------- | ----------- | --------- | --------- |
| Aura Dinisio | Trampolín de 3 m | 293.04       | 26           | No avanzó   | No avanzó   | No avanzó | No avanzó |